# Ivonne Haza
Sara María Ivonne Haza del Castillo (Ingenio Angelina, San Pedro de Macorís, 25 de diciembre de 1938-16 de junio de 2022) fue una soprano dominicana.

## Biografía
Nació en el batey del Ingenio Angelina, en la provincia de San Pedro de Macorís; sus padres eran Luis Felipe Haza González, un inmigrante cubano oriundo de Matanzas, y Rita Indiana del Castillo y Rodríguez-Objío. Esta última era nieta del prócer Manuel Rodríguez Objío; por ende, Haza era bisnieta de este último; el banquero Alejandro Grullón, también bisnieto de Rodríguez Objío, era primo segundo de Haza. Haza era, además, tía del periodista Óscar Haza y tía-abuela de la cantante Rita Indiana.
Se casó con el arquitecto Víctor Bisonó Pichardo (1933–2017), oriundo de Villa Bisonó, con quien engendró a Vilma Rebeca (n. 1962), el diputado Víctor Orlando (n. 1963), Marcos Rodolfo (n. 1964), y a Rita Ivonne Bisonó Haza (n. 1967). Haza y Bisonó se divorciaron.
Estudió en el Conservatorio de Santo Domingo y debutó en 1958 como cantante en un concierto de recámara celebrado en la presencia del dictador Trujillo. Para 1961 estudió en el Conservatorio de Música Santa Cecilia en Roma con Elena D’Ambrossio, Inés Alfani-Tellini y Roberto Caggiano.
Su repertorio cubrió todos los géneros de música vocálica desde operetta y ópera pasando por réquiems y poemas sinfónicos hasta canciones e himnos. Con la Orquesta Sinfónica Nacional de la República Dominicana se presenta bajo la dirección de los Maestros dominicanos Manuel Simó, Carlos Piantini, Rafael Villanueva, Julio de Windt, Manuel Marino Miniño y José Antonio Molina y directores de orquesta invitados como Roberto Caggiano, Carlos Chávez, Enrique García Asencio, Paul Engel y Robert Carter Austin. Entre sus compañeros musicales se incluyeron, Olga Azar, Arístides Incháustegui, Luís Rivera, Roberto Caggiano, Lilliam Columna, Jacinto Gimbernard, Luis Frías Sandoval, Rafael Félix Gimbernard, Rafael Sánchez Cestero, Rafael Félix, Manuel Simó, Dagmar White, Criolla Hidalgo, Fausto Cepeda, Luis Frías, Rafael Gil Castro, Vito Castorina y Enriquillo Cerón.
Cantó obras de Maurice Ravel, Heitor Villa-Lobos, Lukas Foss, José de Jesús Ravelo, Leo Brouwer y Enrique de Marchena. Formó parte de los roles principales en las óperas como Cavalleria rusticana, Los Payasos, Las Zarzuelas, Luisa Fernanda, La leyenda del beso y El cafetal. Las giras y actuaciones la han llevado a los EE. UU., Puerto Rico, México y Cuba. Con el pianista Manuel Rueda participó en el Festival Latino-americano de las Artes. En 1988 participó con la pianista María de Fátima Geraldes en el Festival Cervantino en México y la República Dominicana. En el mismo año grabó los CD Entrega, Joyas de Navidad y Sueños.
Además, enseñó durante muchos años en el Conservatorio Nacional de Música, pasó cinco años como directora artística del Teatro Nacional y dirigió el tema Cantantes Líricos de Bellas Artes.  Fue premiada por la Orden de los Dominicos de Duarte de Sánchez y Mella de República Dominicana y la Orden del Mérito de Italia.
Falleció el 16 de junio de 2022 a los ochenta y tres años.